# Kuurne-Bruselas-Kuurne 2025
La 77.ª edición de la clásica ciclista Kuurne-Bruselas-Kuurne fue una carrera en Bélgica que se celebró el 2 de marzo de 2025 sobre un recorrido de 196,9 kilómetros con inicio en Cortrique y final en la ciudad de Kuurne.
La carrera formó parte del UCI ProSeries 2025, calendario ciclístico mundial de segunda división, dentro de la categoría UCI 1.Pro. El vencedor fue el belga Jasper Philipsen del Alpecin-Deceuninck, quien estuvo acompañado en el podio por el neerlandés Olav Kooij del Visma | Lease a Bike y el francés Hugo Hofstetter del Israel-Premier Tech, segundo y tercer clasificado respectivamente.

## Equipos participantes
Tomaron parte en la carrera 25 equipos: 17 de categoría UCI WorldTeam invitados por la organización y 8 de categoría UCI ProTeam. Formaron así un pelotón de 175 ciclistas de los que acabaron 133. Los equipos participantes fueron:
| WorldTeams (17)- Team Visma \| Lease a Bike - Soudal Quick-Step - Alpecin-Deceuninck - Lidl-Trek - UAE Team Emirates XRG - Team Picnic-PostNL - EF Education-EasyPost - Red Bull-BORA-hansgrohe - Intermarché-Wanty - Groupama-FDJ - Bahrain-Victorious - Movistar Team - Decathlon AG2R La Mondiale Team - Team Jayco AlUla - Cofidis - XDS Astana Team - Arkéa-B&B Hotels ProTeams (8)- Lotto - Israel-Premier Tech - Uno-X Mobility - Team Flanders-Baloise - Tudor Pro Cycling Team - Wagner Bazin WB - Q36.5 Pro Cycling Team - Unibet Tietema Rockets |
| |

## Clasificación final
- La clasificación finalizó de la siguiente forma:[4]

| \| Clasificación general \| Clasificación general \| Clasificación general \| Clasificación general \| Clasificación general \| \| Ciclista \| Ciclista \| Equipo \| Tiempo \| \| \| --------------------- \| --------------------- \| -------------------------- \| --------------------- \| --------------------- \| \| 1.º \| Jasper Philipsen \| Alpecin-Deceuninck \| 4 h 26 min 30 s \| \| \| 2.º \| Olav Kooij \| Team Visma \\| Lease a Bike \| + 0 s \| \| \| 3.º \| Hugo Hofstetter \| Israel-Premier Tech \| + 0 s \| \| \| 4.º \| Arne Marit \| Intermarché-Wanty \| + 0 s \| \| \| 5.º \| Rick Pluimers \| Tudor Pro Cycling Team \| + 0 s \| \| \| 6.º \| Jonathan Milan \| Lidl-Trek \| + 0 s \| \| \| 7.º \| Marijn van den Berg \| EF Education-EasyPost \| + 0 s \| \| \| 8.º \| Pavel Bittner \| Team Picnic-PostNL \| + 0 s \| \| \| 9.º \| Lukáš Kubiš \| Unibet Tietema Rockets \| + 0 s \| \| \| 10.º \| Kaden Groves \| Alpecin-Deceuninck \| + 0 s \| \| |                     |                            |                 |
| |                     |                            |                 |
| Fuente: ProCyclingStats |                     |                            |                 |
| Clasificación general |                     |                            |                 |
| Ciclista | Ciclista            | Equipo                     | Tiempo          |
| 1.º | Jasper Philipsen    | Alpecin-Deceuninck         | 4 h 26 min 30 s |
| 2.º | Olav Kooij          | Team Visma \| Lease a Bike | + 0 s           |
| 3.º | Hugo Hofstetter     | Israel-Premier Tech        | + 0 s           |
| 4.º | Arne Marit          | Intermarché-Wanty          | + 0 s           |
| 5.º | Rick Pluimers       | Tudor Pro Cycling Team     | + 0 s           |
| 6.º | Jonathan Milan      | Lidl-Trek                  | + 0 s           |
| 7.º | Marijn van den Berg | EF Education-EasyPost      | + 0 s           |
| 8.º | Pavel Bittner       | Team Picnic-PostNL         | + 0 s           |
| 9.º | Lukáš Kubiš         | Unibet Tietema Rockets     | + 0 s           |
| 10.º | Kaden Groves        | Alpecin-Deceuninck         | + 0 s           |

## Ciclistas participantes y posiciones finales
Convenciones:
- AB-N: Abandono en la etapa "N"
- FLT-N: Retiro por llegada fuera del límite de tiempo en la etapa "N"
- NTS-N: No tomó la salida para la etapa "N"
- DES-N: Descalificado o expulsado en la etapa "N"

## UCI World Ranking
La Kuurne-Bruselas-Kuurne otorgó puntos para el UCI World Ranking para corredores de los equipos en las categorías UCI WorldTeam, UCI ProTeam y Continental. Las siguientes tablas son el baremo de puntuación y los diez corredores que obtuvieron más puntos:
| Posición              | 1.º | 2.º | 3.º | 4.º | 5.º | 6.º | 7.º | 8.º | 9.º | 10.º | 11.º | 12.º | 13.º | 14.º | 15.º | 16.º-30.º | 31.º-40.º |
| Clasificación general | 200 | 150 | 125 | 100 | 85  | 70  | 60  | 50  | 40  | 35   | 30   | 25   | 20   | 15   | 10   | 5         | 3         |

| Clasificación |                     |                        |         |
| Posición      | Ciclista            | Equipo                 | General |
| ------------- | ------------------- | ---------------------- | ------- |
| 1.º           | Jasper Philipsen    | Alpecin-Deceuninck     | 200     |
| 2.º           | Olav Kooij          | Visma \| Lease a Bike  | 150     |
| 3.º           | Hugo Hofstetter     | Israel-Premier Tech    | 125     |
| 4.º           | Arne Marit          | Intermarché-Wanty      | 100     |
| 5.º           | Rick Pluimers       | Tudor                  | 85      |
| 6.º           | Jonathan Milan      | Lidl-Trek              | 70      |
| 7.º           | Marijn van den Berg | EF Education-EasyPost  | 60      |
| 8.º           | Pavel Bittner       | Picnic PostNL          | 50      |
| 9.º           | Lukáš Kubiš         | Unibet Tietema Rockets | 40      |
| 10.º          | Milan Fretin        | Cofidis                | 35      |